# باشگاه فوتبال وهن ویسبادن
باشگاه فوتبال وهن ویسبادن (به آلمانی: SV Wehen Wiesbaden) باشگاه فوتبالی است که در شهر ویسبادن قرار دارد و در سال ۱۹۲۶ تأسیس شده‌است.
این باشگاه هم‌اکنون در بوندس‌لیگا ۳ آلمان بازی می‌کند.